# Alnus spaethii
Espèce
Classification phylogénétique
L’aulne de Spaeth (Alnus × spaethii) est une espèce d'arbres de la famille des Betulaceae. C'est un aulne ornemental hybride, issu du croisement d’Alnus subcordata et d’Alnus japonica, obtenu à Berlin en 1908. 

## Description
Il se distingue bien des autres aulnes par ses grandes et longues feuilles lancéolées foncées et brillantes (environ 15 × 6 cm), ressemblant assez fortement à celles du merisier, avec des petites dents espacées, des nervures courbées et quelques poils en dessous. C'est un arbre vigoureux de taille moyenne à grande, à croissance très rapide, avec une silhouette assez conique plus large que Alnus cordata. Il offre rapidement une verdure singulièrement luxuriante.

## Utilisation
Il est utilisé pour l'ornement, principalement comme arbre d'alignement dans les rues des villes et les espaces verts, jusqu'au nord de l'Europe du fait de sa rusticité.

## Pollen
Comme pour tous les aulnes, le pollen d’Alnus spaethii cause des allergies au pollen chez les personnes qui sont sensibles au pollen d'aulne, bien que le nombre de personnes sensibles à ce pollen est moindre que pour celui des bouleaux ou des cyprès. Une étude en Suisse a montré que l'aulne de Spaeth dans la ville de Buchs fleurit plus tôt que les autres espèces d'aulnes présentes dans la région. Il relâche un pollen abondant dès la période de Noël. Une seule rue plantée avec ces arbres suffit à répandre du pollen à des kilomètres à la ronde (la station de mesure de l'étude est située à 800 mètres de la seule allée plantée d’A. spaethii dans la ville, elle a enregistré un pic très important et précoce de pollen d'aulne dans l'air). La plantation de cette nouvelle essence en alignements dans les villes, s'ajoutant aux autres espèces d'aulnes sauvages ou plantées depuis longtemps dans la région, dont la floraison est plus tardive, a donc pour effet de fortement allonger la période de présence de pollen d'aulnes en général dans l'air, et donc d'allonger la période des réactions allergiques pour les nombreuses personnes qui y sont sensibles. Ce cas montre que la simple diversification des espèces d'arbres utilisées pour l'ornement dans une région peut fortement augmenter les facteurs d'allergie au pollen. Une espèce d'arbre nouvellement introduite, même en quantité réduite, peut devenir un allergène important dans un délai court, car la population est déjà sensibilisée par le pollen d'autres espèces apparentées déjà présentes depuis longtemps.